# Județul Soroca (Republica Moldova)
Județul Soroca a fost până la rearanjarea administrativ-teritorială pe raioane un județ al Republicii Moldova. Se învecina cu Ucraina, cu județele Edineț, Bălți și Orhei și cu Unitățile administrativ-teritoriale din stînga Nistrului. Capitala sa era orașul Soroca.
În județul Soroca se aflau 178 de localități, dintre care cinci orașe: Drochia, Florești, Ghindești, Mărculești și Soroca.